# Edward Bajda
Edward Bajda (ur. 11 stycznia 1932 w Bochni, zm. 17 marca 2021) – polski polityk, poseł na Sejm PRL VIII i IX kadencji.

## Życiorys
Syn Jana i Katarzyny. Od 1950 elektryk w Zakładzie Energetycznym w Radomiu. Od 1952 pracował w Zakładach Metalowych im. gen. Waltera w Radomiu, kolejno na stanowiskach starszego rozdzielacza, kierownika oddziału i starszego mistrza. W 1952 wstąpił do Polskiej Zjednoczonej Partii Robotniczej. Był I sekretarzem Komitetu Zakładowego PZPR (1977–1989) i członkiem Komitetu Wojewódzkiego PZPR w Radomiu (1978–1989, do 1984 zasiadał w jego egzekutywie). Członek Związku Młodzieży Polskiej, Związku Młodzieży Wiejskiej i Związku Młodzieży Socjalistycznej. Uzyskał dyplom mistrza wykwalifikowanego w Zawodowej Szkole Górniczej w Rybniku. W 1983 skończył Wyższą Szkołę Nauk Społecznych przy KC PZPR.
W 1980 uzyskał mandat posła na Sejm PRL VIII kadencji w okręgu Radom. Zasiadał w komisjach: Pracy i Spraw Socjalnych; Przemysłu Ciężkiego, Maszynowego i Hutnictwa; Do Spraw Samorządu Pracowniczego Przedsiębiorstw oraz Polityki Społecznej, Zdrowia i Kultury Fizycznej. W 1985 uzyskał z okręgu radomskiego reelekcję. Ponownie zasiadał w Komisji Polityki Społecznej, Zdrowia i Kultury Fizycznej. Ponadto należał do Komisji Regulaminowej i Spraw Poselskich oraz do Komisji Nadzwyczajnej do rozpatrzenia projektu ustawy o zasadach udziału młodzieży w życiu państwowym, społecznym, gospodarczym i kulturalnym.
Otrzymał Złoty Krzyż Zasługi.
Pochowany na Cmentarzu Komunalnym w Radomiu.